# Blandas
Blandas är en kommun i departementet Gard i regionen Occitanien i södra Frankrike. Kommunen ligger i kantonen Alzon som tillhör arrondissementet Le Vigan. År 2022 hade Blandas 133 invånare.

## Befolkningsutveckling
Antalet invånare i kommunen Blandas
Referens:INSEE